# Piratini
Piratini là một đô thị thuộc bang Rio Grande do Sul, Brasil. Đô thị này có diện tích 3561,48 km², dân số năm 2007 là 20225 người, mật độ 5,68 người/km².